# 盖恩斯巴赫
盖恩斯巴赫（德語：Gernsbach，發音：[ˈɡɛʁnsbax] ⓘ）是德国巴登-符腾堡州卡尔斯鲁厄行政区拉施塔特县的城市，面积82.03平方千米，2023年12月31日人口为14,438人。